# Lingo (album)
Lingo è un album degli Almamegretta, pubblicato nel 1998.
Vi hanno partecipato Pino Daniele, Princess Julianna, Dre Love.

## Tracce
1. Gramigna - 5:00
2. Rootz - 4:57
3. 47 - 5:35
4. Black Athena - 4:06
5. Niñas - 5:19
6. Berberia - 2:37
7. Fatmah - 4:19
8. En-sof - 5:49
9. Suonno - 7:44
10. Respiro - 4:45
11. Fratelli - 0:27
12. Suonno (Make My Dreams Come True) (Native Vocal Extended Mix) - 4:16
13. Lingo - 3:57
14. Suonno (Make My Dreams Come True) (English Vocal Extended Mix) - 5:18

## Classifiche
| Classifica (1998) | Posizione |
| ----------------- | --------- |
| Italia            | 9         |